# Retour veineux pulmonaire anormal
 (mars 2024).
Si vous disposez d'ouvrages ou d'articles de référence ou si vous connaissez des sites web de qualité traitant du thème abordé ici, merci de compléter l'article en donnant les références utiles à sa vérifiabilité et en les liant à la section « Notes et références ».

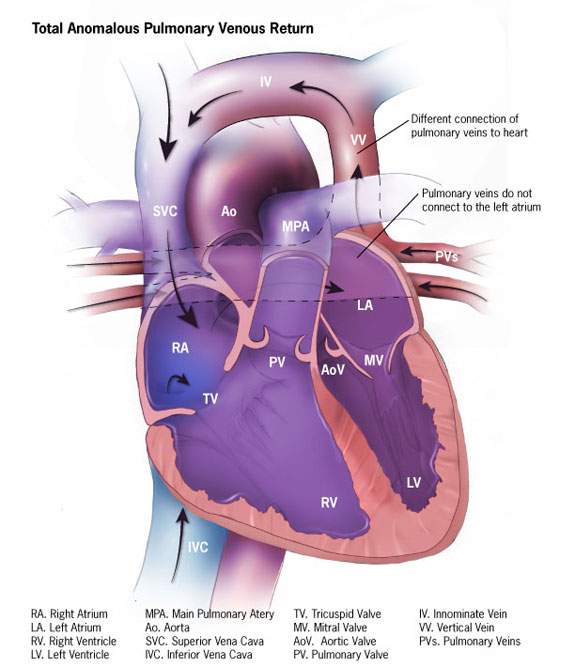
Il est important pour les chirurgiens de rester très attentif et Surtout très pointilleux sur deux détails : la totale connexion des quatre veines pulmonaires à l'oreillette gauche et la totale absence de communication inter-auriculaire... Ainsi, il est possible de mieux pallier le retour veineux pulmonaire anormal...

Le retour veineux pulmonaire anormal désigne l'ensemble des malformations congénitales du cœur intéressant les anomalies de connexion des veines pulmonaires qui s'abouchent normalement dans l'oreillette gauche.
Cette anomalie est en rapport avec une anomalie de connexion du plexus vasculaire pulmonaire et de la veine pulmonaire primitive.
Les quatre veines pulmonaires aboutissent normalement dans l'oreillette gauche. Si aucune veine ne se connecte à cette oreillette, il s'agit d'un retour veineux pulmonaire anormal total. Si au moins une veine se connecte à l'oreillette, il s'agit d'un retour veineux pulmonaire anormal partiel. Cette anomalie est souvent associée avec une communication inter auriculaire.
Le retour veineux pulmonaire anormal partiel représente 70 % des cas. Cette anomalie est le plus souvent découverte de façon fortuite.
Le retour veineux pulmonaire anormal total représente 30 % des cas. Cette anomalie est responsable d'une insuffisance cardiaque avec cyanose dès les premiers jours de  vie. Il s'agit d'une urgence chirurgicale cardiaque absolue au même titre que la transposition des gros vaisseaux.

## Retour veineux pulmonaire anormal partiel
On distingue :
- le retour veineux pulmonaire anormal partiel gauche dans lequel les veines pulmonaires gauches s'abouchent dans une veine cave supérieure gauche ;
- le retour veineux pulmonaire anormal partiel droit dans lequel les veines pulmonaires droites s'abouchent soit dans la veine cave supérieure droite, dans l'oreillette droite ou dans la veine cave inférieure droite responsable du syndrome du cimeterre.

### Clinique
Elle dépend directement de l'importance du territoire drainé et du shunt gauche droit obligatoire. C'est le plus souvent une découverte faite au cours d'une échographie cardiaque ou prescrite pour un souffle systolique.
L'échographie fait le diagnostic en mettant en évidence une dilatation des cavités droites du cœur et les quatre veines pulmonaires ne se connectent pas toutes à l'oreillette gauche. Elle met en évidence aussi le collecteur  qui désigne le vaisseaux servant à la connexion des veines pulmonaires avec l'organe connecté.
Le traitement est chirurgical s'il existe une symptomatologie.

## Retour veineux pulmonaire anormal total
Les quatre veines pulmonaires se connectent soit :
- au-dessus du cœur : retour supracardiaque dans la veine cave supérieure ou le tronc veineux innominé ;
- au cœur dans l'oreillette droite ou dans le sinus coronaire ;
- sous le cœur : dans la veine cave inférieure.

Les signes cliniques sont directement en rapport avec la perméabilité du collecteur. Si celui n'est pas perméable on parle de collecteur bloqué qui l'urgence chirurgicale cardiaque absolue.

### Retour veineux pulmonaire anormal total bloqué
Le nouveau-né présente une insuffisance cardiaque très précoce avec cyanose. Les examens complémentaires montrent un gros cœur aux dépens des cavités droites et l'échographie ne permet pas de mettre en évidence une connexion des veines pulmonaires au niveau de l'oreillette gauche. Seule l'intervention chirurgicale permet d'éviter un décès.

### Retour veineux pulmonaire anormal total perméable
L'existence d'une communication inter auriculaire permet la tolérance de cette anomalie pendant quelques mois à années.
Le nourrisson présente une insuffisance cardiaque en quelques semaines à quelques mois (cyanose discrète : dyspnée, sueurs, troubles digestifs, anorexie, retard staturopondéral). L'échographie fait le diagnostic.
Le diagnostic est parfois fait au bout de quelques années  chez un enfant présentant une dyspnée à l'effort et un hippocratisme digital l'examen clinique. Il faut rechercher une hypertension artérielle pulmonaire.
Enfin, c'est parfois chez un jeune adulte présentant une hypertension artérielle pulmonaire fixée ou syndrome d'Eisenmenger que cette anomalie est découverte.